# Мелітопольський повіт (Таврійська губернія)

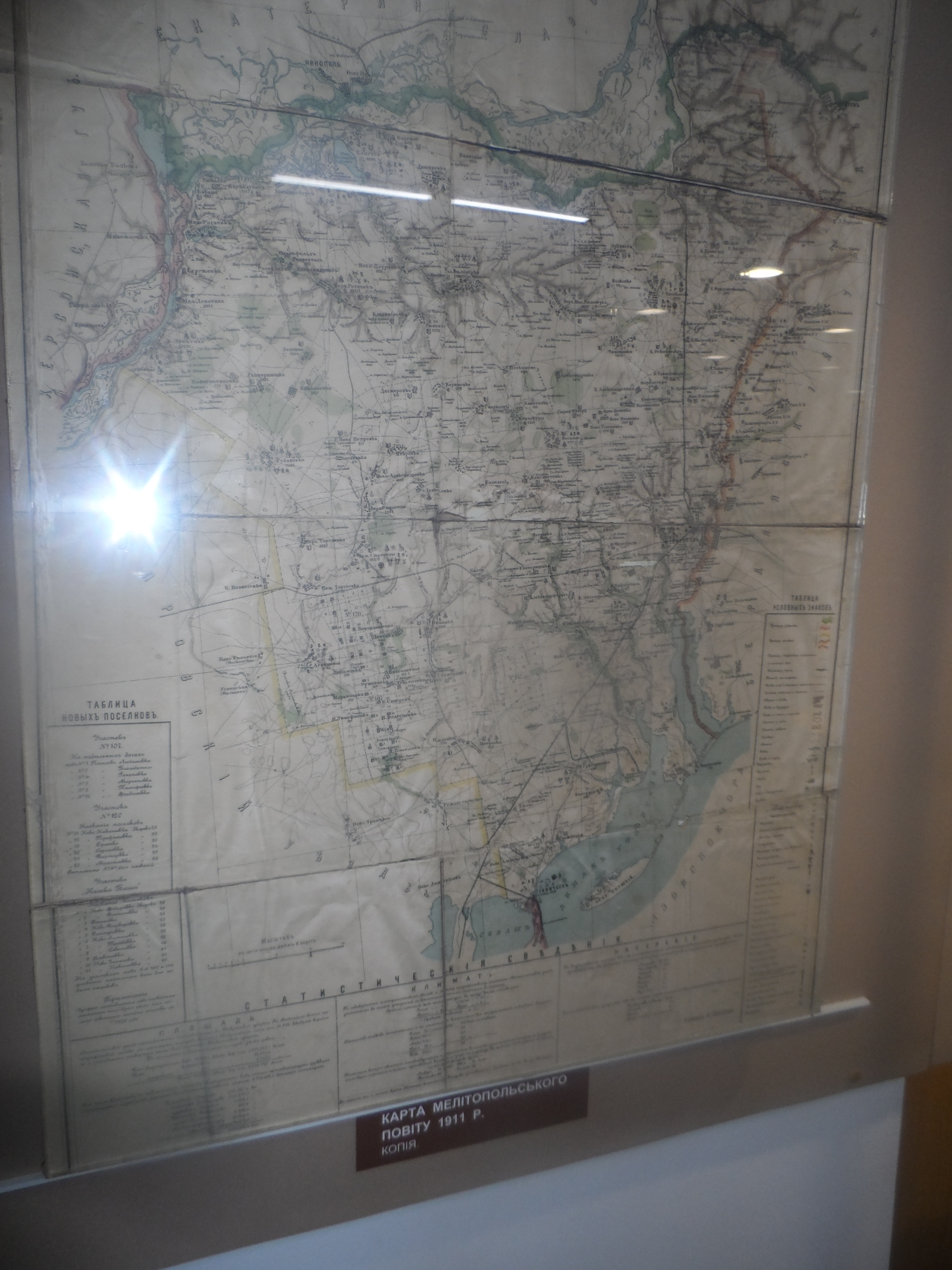
1911

Мелітопольський повіт — історична адміністративно-територіальна одиниця Таврійської губернії. На відміну від більшості інших повітів названий не на честь свого адміністративного центру (Мелітополь отримав свою назву лише в 1842 році), а на згадку про грецьку колонію Мілетополіс на Дніпрі, яку нібито згадував Пліній Молодший. При цьому назва колонії була переінакшена і переосмиислена («Мелітополь» — «медове місто», від грец. μέλιτος — «мед», і грец. πόλις — «місто») з натяком, що ці землі мають «текти молоком і медом».
Охоплював північну частину губернії. Герб Мелітопольського повіту був затверджений у 1844 році і використовувався також як герб Мелітополя

## Підпорядкування
- Утворений 8 лютого 1784 році у складі Таврійської області з центром у ставці Григорія Потьомкіна;
- З 1791 року першим постійним центром повіту став Великий Токмак;
- З 12 грудня 1796 року — передано до складу новоствореної Новоросійської губернії з перейменуванням на Маріупольський повіт;
- 19 лютого 1801 управління повітом переведено до села Оріхів;
- 8 жовтня 1802 року передано до складу новоутвореної Таврійської губернії;
- 1842 повітовий центр перенесено в слободу Новоолександрівка з перейменуванням її на місто Мелітополь
- З 1920 у складі Запорізької губернії.

1923 року повіт ліквідовано відповідно до нового територіального розмежування та утворено Мелітопольську округу.

## Склад
Станом на 1886 рік налічував 122 сільські громади, 141 поселення у 29 волостях. Населення — 216663 особи (110634 чоловічої статі та 106029 — жіночої), 30366 дворових господарств. Розподіл площі та населення за волостями наведено в наступній таблиці:
| №  | Назва               | Центр                     | Насе- лення | Кіль- кість дворів | Площа, км² | Площа орної землі, км² | Поселення волості                                                                                 |
| -- | ------------------- | ------------------------- | ----------- | ------------------ | ---------- | ---------------------- | ------------------------------------------------------------------------------------------------- |
| 1  | Агайманська         | Агаймани                  | 6348        | 956                | 328.56     | 260.19                 | Торгаївка                                                                                         |
| 2  | Балківська          | Балка                     | 6453        | 958                | 588.01     | 270.92                 | Благовіщенка, Іванівка, Орлянськ                                                                  |
| 3  | Василівська         | Василівка                 | 10396       | 1293               | 631.74     | 216.99                 | Бургатськ, Карачекрак, Скелька, Янчекрак                                                          |
| 4  | Велико-Білозерська  | Велико-Білозерка          | 6348        | 956                | 567.93     | 355.85                 |                                                                                                   |
| 5  | Верхньо-Білозерська | Верхньо-Білозерка         | 7730        | 1204               | 285.84     | 240.72                 |                                                                                                   |
| 6  | Верхньо-Рогачицька  | Верхній Рогачик           | 10282       | 1709               | 377.80     | 327.54                 | Гюневка                                                                                           |
| 7  | Веселівська         | Веселе                    | 7867        | 1147               | 970.66     | 391.97                 | Гаврилівка, Менчикури, Підскошене                                                                 |
| 8  | Веселянська         | Веселянка                 | 3212        | 563                | 164.29     | 87.42                  | Хитрівка, Царицин Кут                                                                             |
| 9  | Водянська           | Водяне                    | 4523        | 789                | 127.98     | 62.13                  |                                                                                                   |
| 10 | Волконештська       | Волконешти                | 2678        | 445                | 343.57     | 145.31                 | Болгрод, Тернівка                                                                                 |
| 11 | Дніпровська         | Дніпровка                 | 4653        | 659                | 135.79     | 132.84                 |                                                                                                   |
| 12 | Ейгенфельдська      | Ейгенфельд                | 4127        | 361                | 273.62     | 103.25                 | Олександрфельд, Дормштадт, Кайзерталь, Марієнфельд, Чехоград                                      |
| 13 | Зеленівська         | Мала Лепатиха             | 5085        | 716                | 185.39     | 162.64                 | Зелене                                                                                            |
| 14 | Знам'янська         | Велика Знам'янка          | 8904        | 1535               | 296.12     | 178.46                 |                                                                                                   |
| 15 | Йоганесруська       | Йоганесру                 | 674         | 93                 | 89.30      | 40.25                  | Гуттерталь                                                                                        |
| 16 | Кам'янська          | Мала Знам'янка (Кам'янка) | 4411        | 806                | 117.78     | 76.82                  |                                                                                                   |
| 17 | Катеринівська       | Катеринівка (Вязівка)     | 2678        | 414                | 492.65     | 116.02                 | Ганнівка, Єлізаветівка (Рахманівка), Калга (Філімонівка)                                          |
| 18 | Лепатиська          | Велика Лепатиха           | 5937        | 1121               | 279.08     | 244.51                 | Катеринівка                                                                                       |
| 19 | Михайлівська        | Михайлівка (Ядик-Кургень) | 9160        | 1415               | 319.06     | 228.82                 | Катеринівка                                                                                       |
| 20 | Нижньо-Рогачицька   | Нижній Рогачик            | 3436        | 550                | 340.72     | 162.39                 | Бабина, Карайдубина, Ушкалка                                                                      |
| 21 | Нижньо-Сірогозька   | Нижні Сірогози            | 12260       | 1756               | 764.21     | 361.78                 | Верхні Сірогози, Верхні Торгаї, Дем'янівка, Ново-Олександрівка, Покровка                          |
| 22 | Охрімівська         | Охрімівка                 | 5840        | 700                | 271.46     | 107.88                 | Горіле, Давидівка, Кирилівка                                                                      |
| 23 | Петрівська          | Петрівка (Мустопей)       | 5176        | 831                | 1078.45    | 186.78                 | Іванівка                                                                                          |
| 24 | Пришибська          | Пришиб                    | 18788       | 1430               | 803.46     | 509.59                 | Альтмонталь, Альтнасау, Вассерау, Вейнау, Гохштадт, Карлсру, Костгейм, Лейтерсгаузен, Рейхенфельд |
| 25 | Рубанівська         | Рубанівка                 | 7046        | 1138               | 334.25     | 283.43                 | Миколаївка                                                                                        |
| 26 | Терпіннівська       | Терпіння                  | 17325       | 2306               | 601.38     | 409.87                 | Богданівка, Кизияр, Ново-Миколаївка, Піщане, Семенівка, Спаське, Троїцьке, Федорівка              |
| 27 | Тимошівська         | Тимошівка                 | 9199        | 1140               | 304.87     | 277.50                 | Матвіївка, Ново-Іванівка, Ново-Успінка                                                            |
| 28 | Юзкуйська           | Мала Юзкуя                | 7116        | 1297               | 693.32     | 243.71                 | Генічеськ, Ново-Григорівка, Стокопані                                                             |
| 29 | Якимівська          | Якимівка                  | 6453        | 958                | 467.17     | 206.10                 | Данилівка (Кильчик), Радіонівка                                                                   |

- та повітове місто Мелітополь із форштадтами Василівський, Кладовищенський, Кримський, Кщіярський, Сімферопольський.

Розподіл землі за формою власності був такий:
|                     | Площа, десятин | У тому числі орної, десятин |
| ------------------- | -------------- | --------------------------- |
| Сільських громад    | 715591         | 485072                      |
| Приватної власності | 332762         | 68977                       |
| Казенної власності  | 76799          | 11898                       |
| Удільної власності  | 9132           | 1739                        |
| Іншої власності     | 17498          | 13473                       |
| Загалом             | 1151782        | 581159                      |